# Gradašnica (miasto Leskovac)
Gradašnica (cyr. Градашница) – wieś w Serbii, w okręgu jablanickim, w mieście Leskovac. W 2011 roku liczyła 380 mieszkańców.